# Atelopus mucubajiensis
Atelopus mucubajiensis is een kikker uit de familie padden (Bufonidae) en het geslacht klompvoetkikkers (Atelopus). De soort werd voor het eerst wetenschappelijk beschreven door Juan Arturo Rivero in 1974.
Atelopus mucubajiensis leeft in delen van Zuid-Amerika en komt endemisch voor in Venezuela. De kikker is bekend van een hoogte van 2300 tot 3500 meter boven zeeniveau. De soort komt in een relatief klein gebied voor en is hierdoor kwetsbaar. Door de internationale natuurbeschermingsorganisatie IUCN wordt de soort beschouwd als 'Kritiek'.
Atelopus mucubajiensis komt voor in páramo en nevelwouden. De soort staat bekend als erg zeldzaam. Bij een recente zoektocht zijn echter 23 exemplaren in het wild gezien.